# Matanzas (provincie)

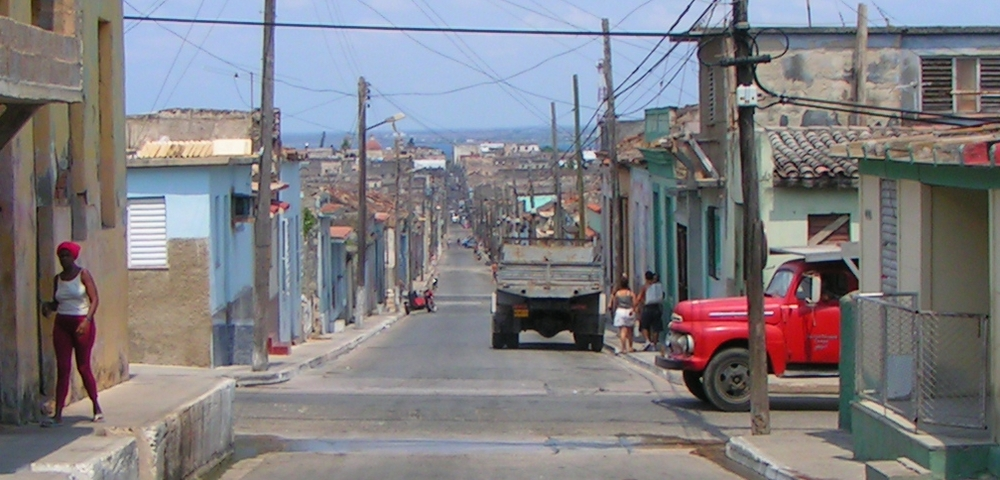
Straat in de stad Matanzas

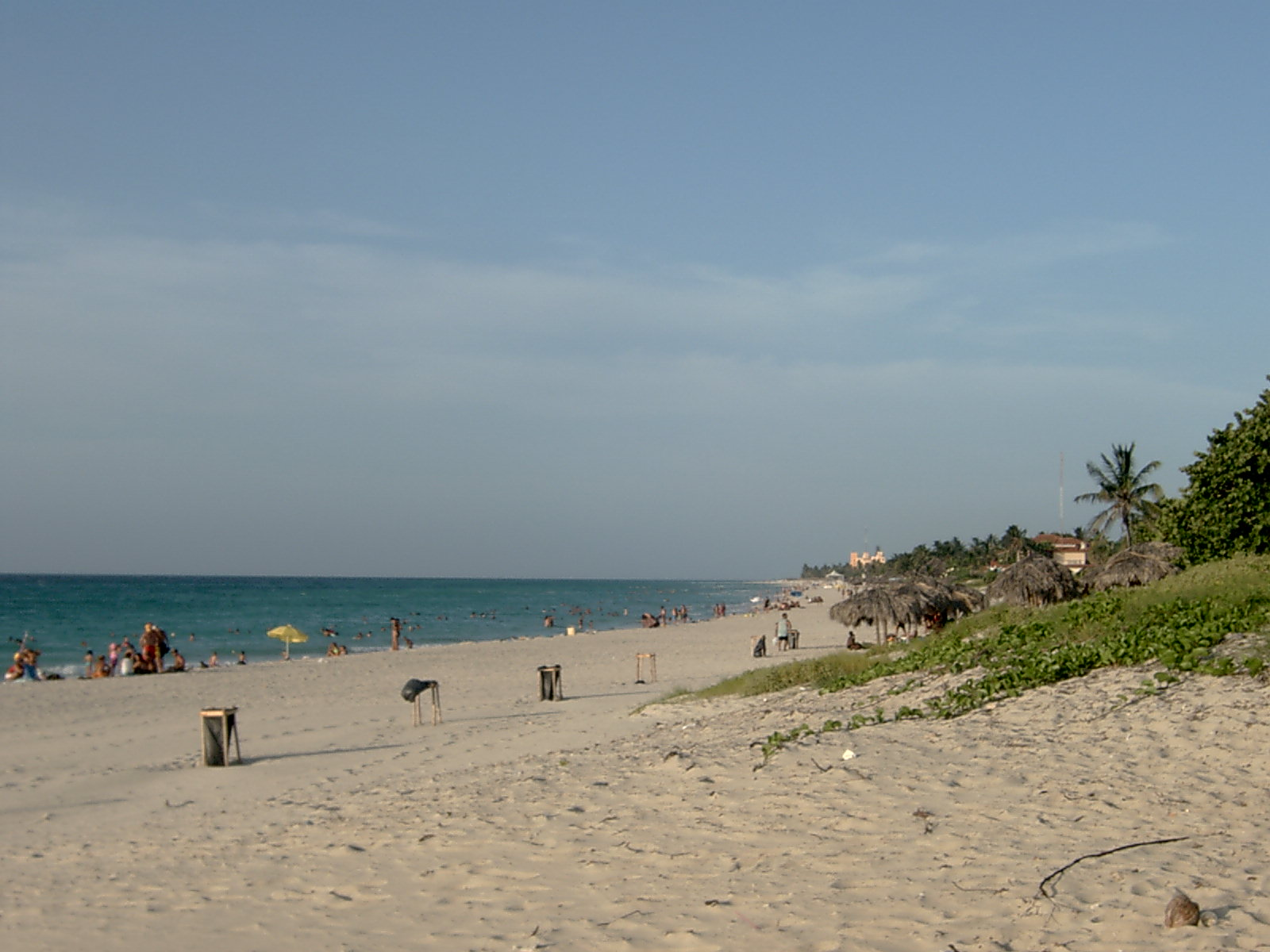
Strand in Varadero

Matanzas is een van de vijftien provincies van Cuba. Belangrijke plaatsen in de provincie zijn Cárdenas, Jovellanos en de gelijknamige hoofdstad.
De provincie bestrijkt een oppervlakte van 11.800 km² en heeft 705.000 inwoners (2015).
Matanzas is dankzij een sterke aanwezigheid van de olie- en de suikerindustrie een van de meest geïndustrialiseerde provincies van Cuba.

## Geografie
Matanzas is de op een na grootste provincie in Cuba en is grotendeels vlak. Het hoogste punt is de Pan de Matanza die 380 meter boven zeeniveau ligt.
De noordkust van de provincie heeft moerassen en mangroven. De zuidkust bestaat uit een enorm moeras, Ciénaga de Zapata, dat zowel het grootste deel van het zuiden van de provincie als het schiereiland met dezelfde naam als het moeras in beslag neemt. Ten oosten van dit schiereiland bevindt zich de Varkensbaai (Bahía de Cochinos), die in 1961 het toneel was van de mislukte invasie in de Varkensbaai.

## Gemeenten
Matanzas bestaat vanaf 2011 uit dertien gemeenten (municipio): Calimete, Cárdenas, Ciénaga de Zapata, Colón, Jagüey Grande, Jovellanos, Limonar, Los Arabos, Matanzas, Martí, Pedro Betancourt, Perico, Unión de Reyes. De provinciehoofdstad (capital de la provincia) is de stad Matanzas (ciudad de Matanzas).

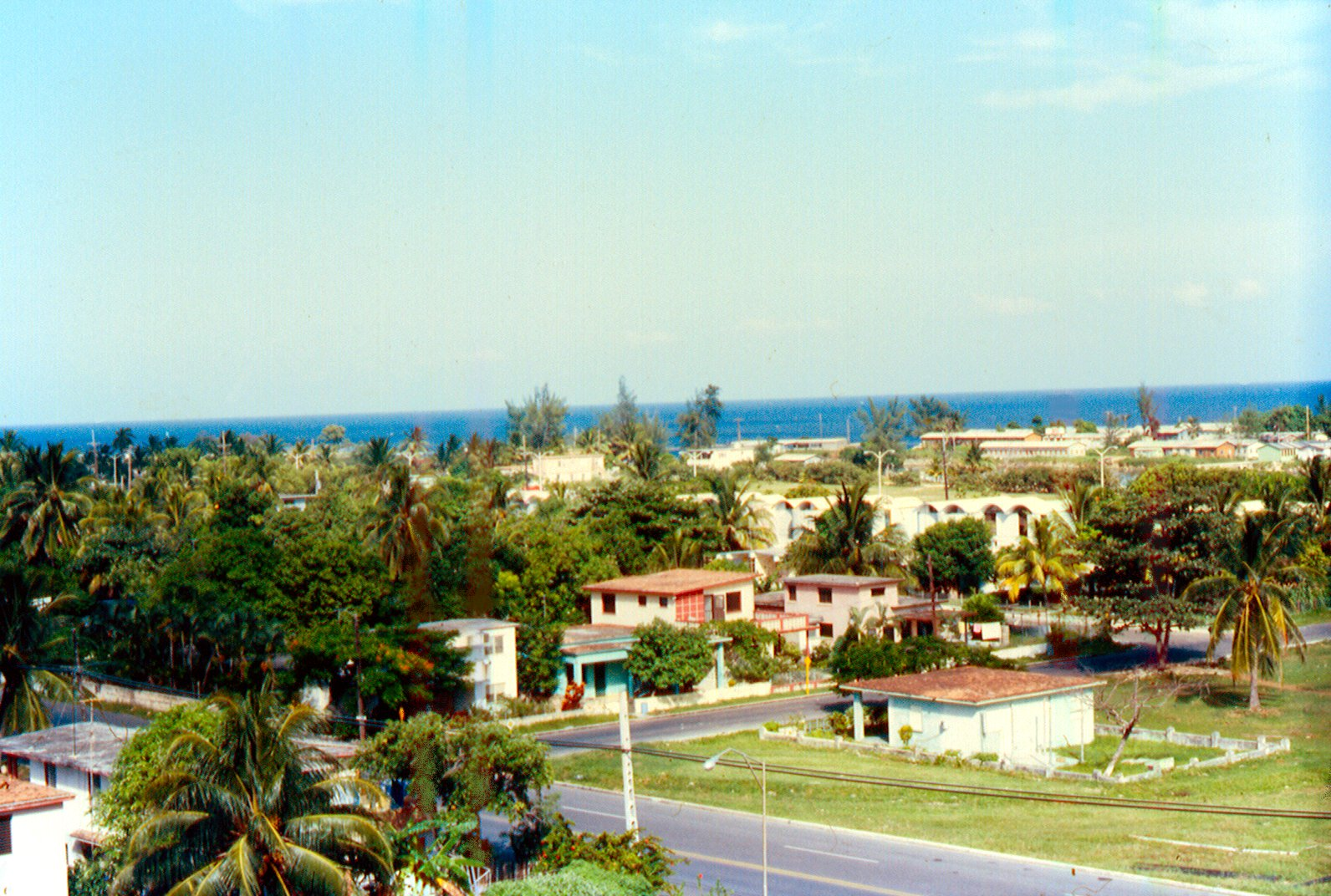
Het toeristenoord Varadero in Cárdenas